# Copa América 2007 (soupisky)
Soupisky na Copa América 2007, která se hrála ve Venezuele.
| Zlato               | Stříbro              | Bronz             |
| ------------------- | -------------------- | ----------------- |
| Brazílie • Soupiska | Argentina • Soupiska | Mexiko • Soupiska |

## Skupina A

### Bolívie
Hlavní trenér:  Erwin Sánchez
| Jméno              | Datum narození | Datum úmrtí | Klub                    |
| Brankáři           | Brankáři       | Brankáři    | Brankáři                |
| ------------------ | -------------- | ----------- | ----------------------- |
| Hugo Suárez        | 7.2.1982       |             | CD Jorge Wilstermann    |
| Sergio Galarza     | 25.8.1975      |             | CD Oriente Petrolero    |
| Obránci            |                |             |                         |
| Juan Manuel Peña - | 17.1.1973      |             | Villarreal CF           |
| Limbert Méndez     | 12.4.1982      |             | CD Jorge Wilstermann    |
| Lorgio Álvarez     | 11.9.1978      |             | Cerro Porteño           |
| Edemir Rodríguez   | 21.6.1981      |             | Club Real Potosí        |
| Miguel Ángel Hoyos | 26.5.1978      |             | Club The Strongest      |
| Jorge Ortiz        | 1.6.1984       |             | Club Blooming           |
| Ronald Raldes      | 20.4.1981      |             | Rosario Central         |
| Záložníci          |                |             |                         |
| Leonel Reyes       | 19.11.1976     |             | Club Bolívar            |
| Ronald García      | 9.1.1979       |             | Aris Soluň              |
| Gualberto Mojica   | 2.9.1982       |             | FC Paços de Ferreira    |
| Joselito Vaca      | 4.4.1979       |             | Club Blooming           |
| Gonzalo Galindo    | 8.2.1976       |             | Club The Strongest      |
| Sacha Lima         | 22.5.1987      |             | CD Jorge Wilstermann    |
| Jhasmani Campos    | 3.1.1980       |             | CD Oriente Petrolero    |
| Darwin Peña        | 8.8.1977       |             | Club Real Potosí        |
| Útočníci           |                |             |                         |
| Nelson Sossa       | 15.5.1986      |             | CD Jorge Wilstermann    |
| Jaime Moreno       | 19.10.1974     |             | D.C. United             |
| Diego Cabrera      | 17.6.1984      |             | Club Aurora             |
| Juan Carlos Arce   | 10.4.1985      |             | SC Corinthians Paulista |
| Augusto Andaveris  | 11.3.1979      |             | La Paz FC               |

### Peru
Hlavní trenér:  Julio César Uribe
| Jméno               | Datum narození | Datum úmrtí | Klub                                            |
| Brankáři            | Brankáři       | Brankáři    | Brankáři                                        |
| ------------------- | -------------- | ----------- | ----------------------------------------------- |
| Leao Butrón         | 6.3.1977       |             | Club Deportivo Universidad San Martín de Porres |
| George Forsyth      | 20.6.1982      |             | Alianza Lima                                    |
| Juan Flores         | 25.2.1976      |             | Club Cienciano                                  |
| Obránci             |                |             |                                                 |
| Miguel Villalta     | 16.6.1981      |             | Club Sporting Cristal                           |
| Santiago Acasiete   | 22.11.1977     |             | UD Almería                                      |
| Walter Vílchez      | 20.2.1983      |             | Cruz Azul                                       |
| Alberto Rodríguez   | 31.3.1984      |             | SC Braga                                        |
| Jhoel Herrera       | 9.7.1980       |             | Alianza Lima                                    |
| Paolo de la Haza    | 30.11.1983     |             | Club Cienciano                                  |
| John Galliquio      | 1.12.1979      |             | Club Universitario de Deportes                  |
| Záložníci           |                |             |                                                 |
| Jair Céspedes       | 22.5.1984      |             | Sport Boys Association                          |
| Juan Carlos Bazalar | 23.2.1968      |             | Club Cienciano                                  |
| Juan Carlos Mariño  | 2.1.1982       |             | Club Cienciano                                  |
| Edgar Villamarín    | 1.4.1983       |             | Club Cienciano                                  |
| Pedro García        | 14.3.1974      |             | Club Deportivo Universidad San Martín de Porres |
| Damián Ísmodes      | 10.3.1989      |             | Club Sporting Cristal                           |
| Útočníci            |                |             |                                                 |
| Paolo Guerrero      | 1.1.1984       |             | Hamburger SV                                    |
| Ysrael Zúñiga       | 27.8.1976      |             | FBC Melgar                                      |
| Claudio Pizarro -   | 3.10.1978      |             | FC Bayern Mnichov                               |
| Andrés Mendoza      | 26.4.1978      |             | FK Metalurh Doněck                              |
| Jefferson Farfán    | 20.10.1984     |             | PSV Eindhoven                                   |
| Roberto Jiménez     | 26.4.1983      |             | CA San Lorenzo de Almagro                       |

### Uruguay
Hlavní trenér:  Óscar Tabárez
| Jméno               | Datum narození | Datum úmrtí | Klub                   |
| Brankáři            | Brankáři       | Brankáři    | Brankáři               |
| ------------------- | -------------- | ----------- | ---------------------- |
| Fabián Carini       | 26.12.1979     |             | FC Inter Milán         |
| Juan Castillo       | 17.4.1978      |             | CA Peñarol             |
| Obránci             |                |             |                        |
| Diego Lugano -      | 2.11.1980      |             | Fenerbahçe SK          |
| Diego Godín         | 16.2.1986      |             | Nacional Montevideo    |
| Jorge Fucile        | 19.12.1984     |             | FC Porto               |
| Darío Rodríguez     | 17.9.1974      |             | FC Schalke 04          |
| Maximiliano Pereira | 8.6.1984       |             | Defensor Sporting      |
| Carlos Valdez       | 2.5.1983       |             | Treviso FBC 1993       |
| Andrés Scotti       | 14.12.1975     |             | Argentinos Juniors     |
| Záložníci           |                |             |                        |
| Pablo García        | 11.5.1977      |             | Celta de Vigo          |
| Cristian Rodríguez  | 30.9.1985      |             | Paris Saint-Germain FC |
| Walter Gargano      | 27.7.1984      |             | Danubio FC             |
| Carlos Diogo        | 18.7.1983      |             | Real Zaragoza          |
| Diego Pérez         | 18.5.1980      |             | AS Monaco FC           |
| Fabián Canobbio     | 8.3.1980       |             | Celta de Vigo          |
| Nacho González      | 14.5.1982      |             | Danubio FC             |
| Útočníci            |                |             |                        |
| Gonzalo Vargas      | 22.9.1981      |             | AS Monaco FC           |
| Álvaro Recoba       | 17.3.1976      |             | FC Inter Milán         |
| Fabián Estoyanoff   | 27.9.1982      |             | Deportivo de La Coruña |
| Sebastián Abreu     | 17.10.1976     |             | San Luis FC            |
| Diego Forlán        | 19.5.1979      |             | Villarreal CF          |
| Vicente Sánchez     | 7.12.1979      |             | Deportivo Toluca FC    |

### Venezuela
Hlavní trenér:  Richard Páez
| Jméno               | Datum narození | Datum úmrtí | Klub                    |
| Brankáři            | Brankáři       | Brankáři    | Brankáři                |
| ------------------- | -------------- | ----------- | ----------------------- |
| Renny Vega          | 4.7.1979       |             | Carabobo FC             |
| Javier Toyo         | 12.10.1977     |             | Caracas FC              |
| Obránci             |                |             |                         |
| Luis Vallenilla     | 13.3.1974      |             | CU Atlético Maracaibo   |
| José Manuel Rey     | 20.5.1975      |             | Caracas FC              |
| Oswaldo Vizcarrondo | 31.5.1984      |             | Caracas FC              |
| Alejandro Cichero   | 24.4.1977      |             | Litex Loveč             |
| Leonel Vielma       | 30.8.1978      |             | Caracas FC              |
| Jorge Rojas         | 1.10.1977      |             | Caracas FC              |
| Héctor González     | 4.11.1977      |             | AEK Larnaka             |
| Andrés Rouga        | 2.3.1982       |             | Caracas FC              |
| Záložníci           |                |             |                         |
| Miguel Mea Vitali   | 19.2.1981      |             | CU Atlético Maracaibo   |
| Luis Vera -         | 9.3.1973       |             | Caracas FC              |
| César González      | 1.10.1982      |             | Caracas FC              |
| Ricardo Páez        | 9.2.1979       |             | ACCD Mineros de Guayana |
| Alejandro Guerra    | 9.7.1985       |             | Caracas FC              |
| Edder Pérez         | 3.7.1983       |             | Caracas FC              |
| Juan Arango         | 16.5.1980      |             | RCD Mallorca            |
| Pedro Fernández     | 27.7.1977      |             | CU Atlético Maracaibo   |
| Útočníci            |                |             |                         |
| José Torrealba      | 13.6.1980      |             | Mamelodi Sundowns FC    |
| Giancarlo Maldonado | 29.6.1982      |             | O'Higgins FC            |
| Fernando de Ornelas | 29.7.1976      |             | Odds Ballklubb          |
| Daniel Arismendi    | 4.7.1982       |             | CU Atlético Maracaibo   |

## Skupina B

### Brazílie
Hlavní trenér:  Dunga
| Jméno            | Datum narození | Datum úmrtí | Klub                     |
| Brankáři         | Brankáři       | Brankáři    | Brankáři                 |
| ---------------- | -------------- | ----------- | ------------------------ |
| Helton Arruda    | 18.5.1978      |             | FC Porto                 |
| Doni             | 22.10.1979     |             | AS Řím                   |
| Obránci          |                |             |                          |
| Maicon           | 26.7.1981      |             | FC Inter Milán           |
| Alex             | 17.6.1982      |             | PSV Eindhoven            |
| Juan             | 1.2.1979       |             | Bayer 04 Leverkusen      |
| Gilberto         | 25.4.1976      |             | Hertha BSC               |
| Dani Alves       | 6.5.1983       |             | Sevilla FC               |
| Alex Silva       | 10.3.1985      |             | São Paulo FC             |
| Naldo            | 10.9.1982      |             | Werder Brémy             |
| Kléber           | 1.4.1980       |             | Santos FC                |
| Záložníci        |                |             |                          |
| Mineiro          | 2.8.1975       |             | Hertha BSC               |
| Elano            | 14.6.1981      |             | FK Šachtar Doněck        |
| Gilberto Silva - | 7.10.1976      |             | Arsenal FC               |
| Diego            | 28.2.1985      |             | Werder Brémy             |
| Josué            | 19.7.1979      |             | São Paulo FC             |
| Fernando         | 3.5.1981       |             | FC Girondins de Bordeaux |
| Júlio Baptista   | 1.10.1981      |             | Arsenal FC               |
| Anderson         | 13.4.1988      |             | FC Porto                 |
| Útočníci         |                |             |                          |
| Vágner Love      | 11.6.1984      |             | PFK CSKA Moskva          |
| Robinho          | 25.1.1984      |             | Real Madrid              |
| Afonso Alves     | 20.1.1981      |             | SC Heerenveen            |
| Fred             | 3.10.1983      |             | Olympique Lyon           |

### Chile
Hlavní trenér:  Nelson Acosta
| Jméno              | Datum narození | Datum úmrtí | Klub                                |
| Brankáři           | Brankáři       | Brankáři    | Brankáři                            |
| ------------------ | -------------- | ----------- | ----------------------------------- |
| Claudio Bravo      | 13.4.1983      |             | Real Sociedad                       |
| Nicolás Perić      | 19.10.1978     |             | Audax Italiano                      |
| Obránci            |                |             |                                     |
| Sebastián Roco     | 26.6.1983      |             | Santiago Wanderers                  |
| Ismael Fuentes     | 4.8.1981       |             | Chiapas FC                          |
| Miguel Riffo       | 21.6.1981      |             | Colo-Colo                           |
| Jorge Vargas       | 8.2.1976       |             | FC Red Bull Salzburg                |
| Pablo Contreras    | 9.11.1978      |             | Celta de Vigo                       |
| Gonzalo Jara       | 29.5.1985      |             | Colo-Colo                           |
| Záložníci          |                |             |                                     |
| Álvaro Ormeño      | 4.4.1979       |             | Club de Gimnasia y Esgrima La Plata |
| José Luis Cabión   | 14.11.1983     |             | Deportes Melipilla                  |
| Rodrigo Tello      | 14.10.1979     |             | Sporting CP                         |
| Matías Fernández   | 15.5.1986      |             | Villarreal CF                       |
| Manuel Iturra      | 23.6.1984      |             | Club Universidad de Chile           |
| Arturo Sanhueza    | 11.3.1979      |             | Colo-Colo                           |
| Rodrigo Meléndez   | 3.10.1977      |             | Colo-Colo                           |
| Gonzalo Fierro     | 21.3.1983      |             | Colo-Colo                           |
| Carlos Villanueva  | 5.2.1986       |             | Audax Italiano                      |
| Útočníci           |                |             |                                     |
| Humberto Suazo     | 10.5.1981      |             | Colo-Colo                           |
| Reinaldo Navia     | 10.5.1978      |             | Atlas FC                            |
| Jorge Valdivia -   | 19.10.1983     |             | Sociedade Esportiva Palmeiras       |
| Mark González      | 10.7.1984      |             | Liverpool FC                        |
| Juan Gonzalo Lorca | 15.1.1985      |             | Colo-Colo                           |

### Ekvádor
Hlavní trenér:  Luis Fernando Suárez
| Jméno                 | Datum narození | Datum úmrtí                        | Klub                    |
| Brankáři              | Brankáři       | Brankáři                           | Brankáři                |
| --------------------- | -------------- | ---------------------------------- | ----------------------- |
| Marcelo Elizaga       | 19.4.1972      |                                    | CS Emelec               |
| Cristian Mora         | 26.8.1979      |                                    | LDU Quito               |
| Obránci               |                |                                    |                         |
| Jorge Guagua          | 28.9.1981      |                                    | CA Colón                |
| Iván Hurtado -        | 16.8.1974      |                                    | Atlético Nacional       |
| Ulises de la Cruz     | 8.2.1974       |                                    | Reading FC              |
| Renán Calle           | 8.9.1976       |                                    | LDU Quito               |
| Óscar Bagüí           | 10.2.1983      |                                    | Centro Deportivo Olmedo |
| Giovanny Espinoza     | 12.4.1977      |                                    | Vitesse                 |
| Néicer Reasco         | 23.7.1977      |                                    | São Paulo FC            |
| Walter Ayoví          | 11.8.1979      |                                    | CD El Nacional          |
| Záložníci             |                |                                    |                         |
| Patricio Urrutia      | 15.10.1977     |                                    | LDU Quito               |
| Pedro Quiñónez        | 4.3.1986       |                                    | CD El Nacional          |
| David Quiroz          | 8.9.1982       |                                    | CD El Nacional          |
| Édison Méndez         | 16.3.1979      |                                    | PSV Eindhoven           |
| Segundo Castillo      | 15.5.1982      |                                    | FK Crvena zvezda        |
| Luis Antonio Valencia | 4.8.1985       |                                    | Wigan Athletic FC       |
| Edwin Tenorio         | 16.6.1976      |                                    | LDU Quito               |
| Útočníci              |                |                                    |                         |
| Félix Borja           | 2.4.1983       |                                    | Olympiakos Pireus       |
| Felipe Caicedo        | 5.9.1988       |                                    | FC Basilej              |
| Christian Benítez     | 1.5.1986       | 29. července 2013 (ve věku 27 let) | CD El Nacional          |
| Carlos Tenorio        | 14.5.1979      |                                    | Al-Sadd SC              |
| Pablo Palacios        | 5.2.1982       |                                    | SD Quito                |

### Mexiko
Hlavní trenér:  Hugo Sánchez
| Jméno                      | Datum narození | Datum úmrtí | Klub                      |
| Brankáři                   | Brankáři       | Brankáři    | Brankáři                  |
| -------------------------- | -------------- | ----------- | ------------------------- |
| Oswaldo Sánchez            | 21.9.1973      |             | Santos Laguna             |
| Guillermo Ochoa            | 13.7.1985      |             | Club América              |
| Obránci                    |                |             |                           |
| Jonny Magallón             | 21.11.1981     |             | CD Guadalajara            |
| Fausto Pinto               | 8.8.1983       |             | CF Pachuca                |
| Rafael Márquez             | 13.2.1979      |             | FC Barcelona              |
| Gonzalo Pineda             | 19.10.1982     |             | CD Guadalajara            |
| José Antonio Castro        | 11.8.1980      |             | Club América              |
| Francisco Javier Rodríguez | 20.10.1981     |             | CD Guadalajara            |
| Záložníci                  |                |             |                           |
| Israel Castro              | 20.12.1980     |             | Club Universidad Nacional |
| Gerardo Torrado            | 30.4.1979      |             | Cruz Azul                 |
| Jaime Correa               | 6.8.1979       |             | CF Pachuca                |
| Ramón Morales              | 10.10.1975     |             | CD Guadalajara            |
| Jaime Lozano               | 29.9.1979      |             | Tigres UANL               |
| Andrés Guardado            | 28.9.1986      |             | Atlas FC                  |
| Fernando Arce              | 24.4.1980      |             | CA Morelia                |
| Útočníci                   |                |             |                           |
| Alberto Medina             | 29.5.1983      |             | CD Guadalajara            |
| Luis Ángel Landín          | 23.7.1985      |             | CF Pachuca                |
| Cuauhtémoc Blanco -        | 17.1.1973      |             | Chicago Fire              |
| Juan Carlos Cacho          | 3.5.1982       |             | CF Pachuca                |
| Adolfo Bautista            | 15.5.1979      |             | CD Guadalajara            |
| Omar Bravo                 | 4.3.1980       |             | CD Guadalajara            |
| Nery Castillo              | 13.6.1984      |             | Olympiakos Pireus         |

## Skupina C

### Argentina
Hlavní trenér:  Alfio Basile
| Jméno                 | Datum narození | Datum úmrtí | Klub                      |
| Brankáři              | Brankáři       | Brankáři    | Brankáři                  |
| --------------------- | -------------- | ----------- | ------------------------- |
| Roberto Abbondanzieri | 19.8.1972      |             | Getafe CF                 |
| Juan Pablo Carrizo    | 6.5.1984       |             | CA River Plate            |
| Agustín Orión         | 26.6.1981      |             | CA San Lorenzo de Almagro |
| Obránci               |                |             |                           |
| Roberto Ayala -       | 14.4.1973      |             | Valencia CF               |
| Cata Díaz             | 13.3.1979      |             | CA Boca Juniors           |
| Hugo Ibarra           | 1.4.1974       |             | CA Boca Juniors           |
| Gabriel Heinze        | 19.4.1978      |             | Manchester United FC      |
| Gabriel Milito        | 7.9.1980       |             | Real Zaragoza             |
| Nicolás Burdisso      | 12.4.1981      |             | FC Inter Milán            |
| Záložníci             |                |             |                           |
| Fernando Gago         | 10.4.1986      |             | Real Madrid               |
| Javier Zanetti        | 10.8.1973      |             | FC Inter Milán            |
| Juan Román Riquelme   | 24.6.1978      |             | CA Boca Juniors           |
| Lucho González        | 19.1.1981      |             | FC Porto                  |
| Javier Mascherano     | 8.6.1984       |             | Liverpool FC              |
| Lionel Messi          | 24.6.1987      |             | FC Barcelona              |
| Esteban Cambiasso     | 18.8.1980      |             | FC Inter Milán            |
| Juan Sebastián Verón  | 9.3.1975       |             | Estudiantes de La Plata   |
| Útočníci              |                |             |                           |
| Rodrigo Palacio       | 5.2.1982       |             | CA Boca Juniors           |
| Hernán Crespo         | 5.7.1975       |             | FC Inter Milán            |
| Carlos Tévez          | 5.2.1984       |             | West Ham United FC        |
| Pablo Aimar           | 3.11.1979      |             | Real Zaragoza             |
| Diego Milito          | 12.6.1979      |             | Real Zaragoza             |

### Kolumbie
Hlavní trenér:  Jorge Luis Pinto
| Jméno              | Datum narození | Datum úmrtí                       | Klub                     |
| Brankáři           | Brankáři       | Brankáři                          | Brankáři                 |
| ------------------ | -------------- | --------------------------------- | ------------------------ |
| Miguel Calero -    | 14.4.1971      | 4. prosince 2012 (ve věku 41 let) | CF Pachuca               |
| Róbinson Zapata    | 30.9.1978      |                                   | Cúcuta Deportivo FC      |
| Obránci            |                |                                   |                          |
| Iván Córdoba       | 11.8.1976      |                                   | FC Inter Milán           |
| Mario Yepes        | 13.1.1976      |                                   | Paris Saint-Germain FC   |
| Gerardo Vallejo    | 3.12.1976      |                                   | Deportes Tolima          |
| Javier Arizala     | 21.4.1984      |                                   | Deportes Tolima          |
| Luis Perea         | 30.1.1979      |                                   | Atlético Madrid          |
| Jair Benítez       | 12.1.1979      |                                   | Deportivo Cali           |
| Juan Camilo Zúñiga | 14.12.1985     |                                   | Atlético Nacional        |
| Záložníci          |                |                                   |                          |
| Fabián Vargas      | 17.4.1980      |                                   | Sport Club Internacional |
| David Ferreira     | 9.8.1979       |                                   | CA Paranaense            |
| Álvaro Domínguez   | 10.8.1981      |                                   | Deportivo Cali           |
| Vladimir Marín     | 26.9.1979      |                                   | Club Libertad            |
| Jhon Viáfara       | 27.10.1978     |                                   | Southampton FC           |
| Jaime Castrillón   | 5.4.1983       |                                   | Independiente Medellín   |
| Macnelly Torres    | 1.11.1984      |                                   | Cúcuta Deportivo FC      |
| Jorge Banguero     | 4.10.1974      |                                   | América de Cali          |
| Útočníci           |                |                                   |                          |
| Edixon Perea       | 20.4.1984      |                                   | FC Girondins de Bordeaux |
| Andrés Chitiva     | 13.8.1979      |                                   | CF Pachuca               |
| Hugo Rodallega     | 25.7.1985      |                                   | Club Necaxa              |
| Luis Gabriel Rey   | 20.2.1980      |                                   | CA Morelia               |
| César Valoyes      | 5.1.1984       |                                   | Independiente Medellín   |

### Paraguay
Hlavní trenér:  Gerardo Martino
| Jméno               | Datum narození | Datum úmrtí | Klub                      |
| Brankáři            | Brankáři       | Brankáři    | Brankáři                  |
| ------------------- | -------------- | ----------- | ------------------------- |
| Justo Villar -      | 30.6.1977      |             | CA Newell's Old Boys      |
| Joel Zayas          | 17.9.1977      |             | Club Bolívar              |
| Aldo Bobadilla      | 20.4.1976      |             | CA Boca Juniors           |
| Obránci             |                |             |                           |
| Darío Verón         | 26.7.1979      |             | Club Universidad Nacional |
| Claudio Morel       | 2.2.1978       |             | CA Boca Juniors           |
| Julio Manzur        | 22.6.1981      |             | Club Guaraní              |
| Julio César Cáceres | 5.10.1979      |             | Tigres UANL               |
| Carlos Bonet        | 2.10.1977      |             | Club Libertad             |
| Paulo da Silva      | 1.2.1980       |             | Deportivo Toluca FC       |
| Záložníci           |                |             |                           |
| Édgar Barreto       | 15.7.1984      |             | NEC Nijmegen              |
| Julio dos Santos    | 5.5.1983       |             | VfL Wolfsburg             |
| Aureliano Torres    | 16.6.1982      |             | CA San Lorenzo de Almagro |
| Domingo Salcedo     | 9.11.1983      |             | Cerro Porteño             |
| Édgar González      | 4.10.1979      |             | Cerro Porteño             |
| Cristian Riveros    | 16.10.1982     |             | Club Libertad             |
| Jonathan Santana    | 19.10.1981     |             | VfL Wolfsburg             |
| Enrique Vera        | 10.3.1979      |             | LDU Quito                 |
| Útočníci            |                |             |                           |
| Salvador Cabañas    | 5.8.1980       |             | Club América              |
| Roque Santa Cruz    | 16.8.1981      |             | FC Bayern Mnichov         |
| Dante López         | 16.8.1983      |             | FC Crotone                |
| Óscar Cardozo       | 20.5.1983      |             | CA Newell's Old Boys      |
| Nelson Cuevas       | 10.1.1980      |             | Club América              |

### USA
Hlavní trenér:  Bob Bradley
| Jméno              | Datum narození | Datum úmrtí | Klub                     |
| Brankáři           | Brankáři       | Brankáři    | Brankáři                 |
| ------------------ | -------------- | ----------- | ------------------------ |
| Kasey Keller -     | 29.11.1969     |             | Borussia Mönchengladbach |
| Brad Guzan         | 9.9.1984       |             | CD Chivas USA            |
| Obránci            |                |             |                          |
| Marvell Wynne      | 8.5.1986       |             | Toronto FC               |
| Jay DeMerit        | 4.12.1979      |             | Watford FC               |
| Bobby Boswell      | 15.3.1983      |             | D.C. United              |
| Heath Pearce       | 13.8.1984      |             | FC Nordsjælland          |
| Danny Califf       | 17.3.1980      |             | Aalborg Boldspilklub     |
| Jimmy Conrad       | 12.2.1977      |             | Sporting Kansas City     |
| Jonathan Bornstein | 7.11.1984      |             | CD Chivas USA            |
| Drew Moor          | 15.1.1984      |             | FC Dallas                |
| Záložníci          |                |             |                          |
| Benny Feilhaber    | 19.1.1985      |             | Hamburger SV             |
| Eddie Gaven        | 25.10.1986     |             | Columbus Crew SC         |
| Ben Olsen          | 3.5.1977       |             | D.C. United              |
| Sacha Kljestan     | 9.9.1985       |             | CD Chivas USA            |
| Kyle Beckerman     | 23.4.1982      |             | Colorado Rapids          |
| Ricardo Clark      | 10.5.1983      |             | Houston Dynamo FC        |
| Justin Mapp        | 18.10.1984     |             | Chicago Fire             |
| Útočníci           |                |             |                          |
| Hérculez Gómez     | 6.4.1982       |             | Colorado Rapids          |
| Eddie Johnson      | 31.3.1984      |             | Sporting Kansas City     |
| Charlie Davies     | 25.6.1986      |             | Hammarby IF              |
| Taylor Twellman    | 29.2.1980      |             | New England Revolution   |
| Lee Nguyen         | 7.10.1986      |             | PSV Eindhoven            |